# Parti de l'unité et du progrès
Le Parti de l'unité et du progrès (PUP) est un parti politique guinéen qui a soutenu activement l'action du président Lansana Conté.

## Historique
C'est l'un des premiers partis fondés au début des années 1990 après l'adoption de la nouvelle constitution autorisant le multipartisme.
Avec un agenda nationaliste, il renverse l'accent socialiste du Parti démocratique de Guinée.
Après la mort de Conté, le PUP tombe dans de violentes querelles internes.
En décembre 2018, plusieurs dignitaires du régime Conté, comme le Premier ministre Ibrahima Kassory Fofana, et des membres de l’opposition, comme Cellou Dalein Diallo et Sidya Touré, prennent part à la commémoration du dixième anniversaire du décès de Lansana Conté. Un évènement est organisé à Wawa, le village natal de l’ancien président, par sa famille et son parti politique, le PUP.

## Membres notoires
- Charles Fassou Sagno
- Lamine Sidimé
- Elhadj Moussa Solano